# Pink Freud
Pink Freud is een Poolse jazzgroep.

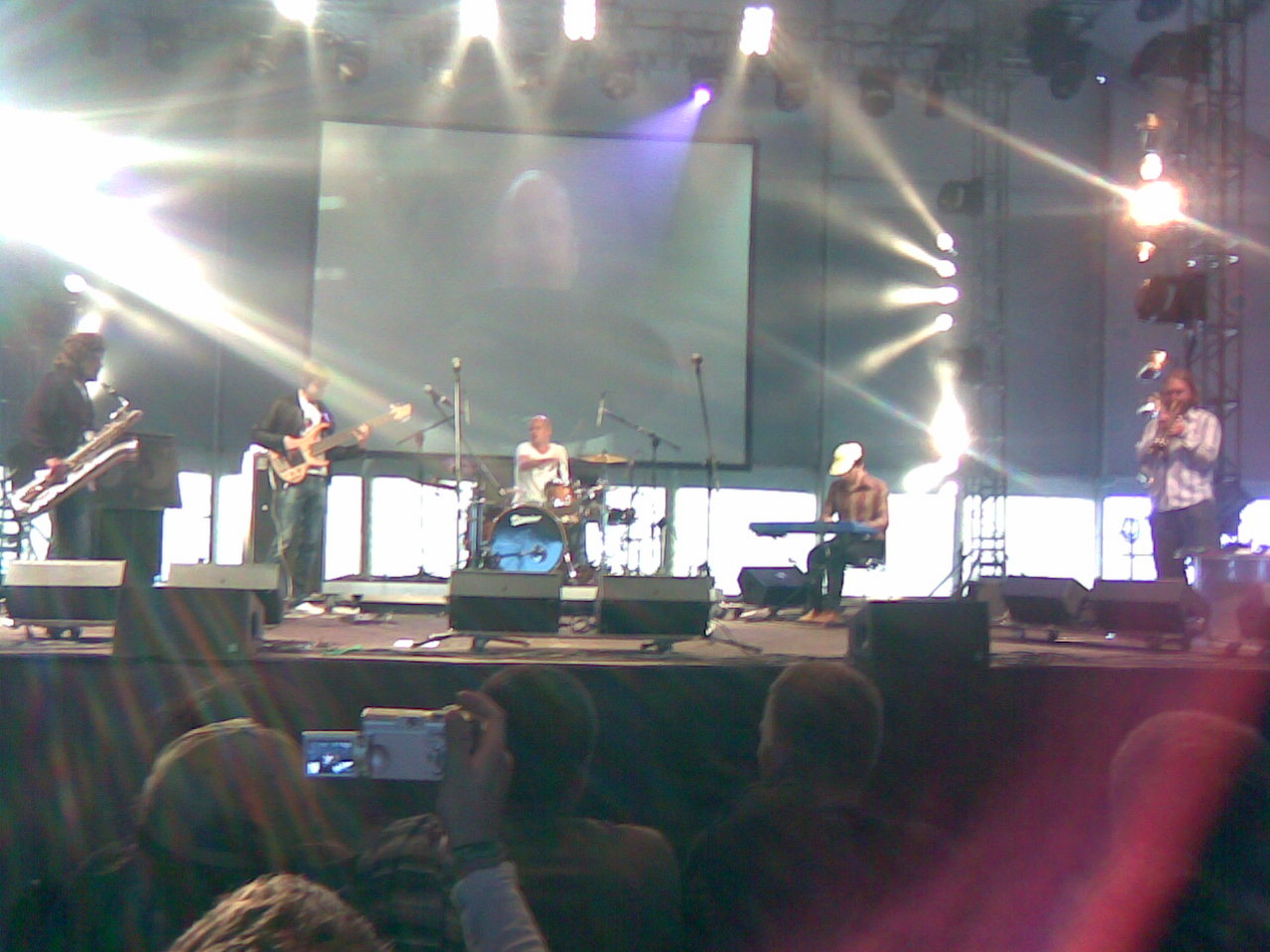
Pink Freud op het festival Heineken Open'er

De groep werd opgericht in Gdańsk, waar in de jaren 90 yass ontstaan was, een afsplitsing van jazz met rock- en newwaveinvloeden. Pink Freud heeft daarnaast nog invloeden uit drum and bass en hiphop. Het debuutalbum kwam uit in 2001 en de groep trad in 2005 op in Doornroosje (Nijmegen).

## Leden
- Wojciech Mazolewski : basgitaar, contrabas, sampler
- Tomasz Ziętek: trompet, synthesizer, elektronica
- Kuba Staruszkiewicz: percussie
- Adam Milwiw Baron: trompet

## Discografie
- 2001 – Zawijasy
- 2002 – Live in Jazzgot
- 2003 – Sorry Music Polska
- 2005 – Jazz Fajny Jest (Remix / Live Album)
- 2007 – Punk Freud
- 2008 – Alchemia
- 2010 – Monster of Jazz
- 2012 – Horse & Power
- 2016 – Pink Freud Plays Autechre
- 2017 – Punkfreud Army
- 2020 – piano forte brutto netto